# Katrina Scott
Katrina Scott (Woodland Hills, 11 giugno 2004) è una tennista statunitense.

## Carriera

### Carriera juniores
Da juniores ha raggiunto i quarti di finale agli US Open e gli ottavi a Wimbledon 2019, in quest'ultimo caso partendo dalle qualificazioni. Inoltre ha vinto la Junior Fed Cup con la nazionale statunitense nello stesso anno. 

### 2018-2020: esordi e secondo turno agli US Open
Da professionista ha fatto il suo esordio in un torneo ITF a Hilton Head Island nel 2018, all'età di 14 anni. Nel 2019 invece, grazie ad una wild card ha esordito nel circuito maggiore al WTA 1000 di San Jose, perdendo in tre set contro Tímea Babos. A livello Slam debutta nel tabellone principale agli US Open 2020, grazie a una wild card, superando nel primo turno la russa Natal'ja Vichljanceva e arrendendosi al secondo contro la connazionale Amanda Anisimova in tre set.

### 2021-2022: tre titoli ITF e semifinale a Concord
Nel 2021, raggiunge i quarti di finale ne torneo WTA 125 di Concord vincendo contro la 94 al mondo Lauren Davis al primo turno e contro Caroline Dolehide al secondo. Ai quarti viene fermata da Magdalena Fręch in tre set. Ad ottobre debutta a Indian Wells grazie ad una wildcard ma perde contro Anisimova al primo turno che le infligge un doppio 6-1, mentre a novembre raggiunge per la seconda volta in un torneo WTA 125 i quarti di finale a Midland.
Katrina comincia la stagione nell'aprile 2022, dopo più di cinque mesi dall'ultimo match disputato, e il mese successivo si aggiudica il primo trofeo ITF in carriera, a Daytona Beach. A luglio vince il secondo torneo ITF, a Columbus e due settimane dopo vince il terzo titolo, a Dallas dove non ha mai perso un set e, in finale ha lasciato solo un gioco all'avversaria Elvina Kalieva. Ad agosto prende parte per la seconda volta al Challenger di Concord e migliora il risultato ottenuto nel 2021. Partita dalle qualificazioni si è spinta sino alla semifinale dove si è arresa all nr. 56 del mondo Bernarda Pera.

## Statistiche ITF

### Singolare

#### Vittorie (4)
| Torneo $100.000 (0) |
| Torneo $80.000 (0)  |
| Torneo $60.000 (0)  |
| Torneo $40.000 (0)  |
| Torneo $25.000 (4)  |
| Torneo $15.000 (0)  |

| N. | Data           | Torneo                                    | Superficie  | Avversaria in finale | Punteggio      |
| 1. | 8 maggio 2022  | Daytona Beach Women's Open, Daytona Beach | Terra verde | Reese Brantmeier     | 6–2, 6–4       |
| 2. | 3 luglio 2022  | Varsity Tennis Women's Open, Columbus     | Cemento     | Peyton Stearns       | 7-5, 6-3       |
| 3. | 31 luglio 2022 | Dallas Tennis Open, Dallas                | Cemento     | Elvina Kalieva       | 6-1, 6-0       |
| 4. | 7 aprile 2024  | Jackson Women's, Jackson                  | Terra verde | Jamie Loeb           | 7-6(9), 7-6(6) |

#### Sconfitte (1)
| Torneo $100.000 (0) |
| Torneo $80.000 (1)  |
| Torneo $60.000 (0)  |
| Torneo $40.000 (0)  |
| Torneo $25.000 (0)  |
| Torneo $15.000 (0)  |

| N. | Data           | Torneo                                | Superficie | Avversaria in finale | Punteggio |
| 1. | 9 ottobre 2022 | Rancho Santa Fe Open, Rancho Santa Fe | Cemento    | Marcela Zacarías     | 1-6, 2-6  |

### Doppio

#### Vittorie (1)
| Torneo $100.000 (0) |
| Torneo $80.000 (0)  |
| Torneo $60.000 (0)  |
| Torneo $40.000 (1)  |
| Torneo $25.000 (0)  |
| Torneo $15.000 (0)  |

| N. | Data           | Torneo                       | Superficie  | Partner               | Avversarie                           | Punteggio |
| 1. | 27 luglio 2024 | Dallas Summer Series, Dallas | Cemento (i) | Usue Maitane Arconada | Jéssica Hinojosa Gómez Hiroko Kuwata | 6-3, 6-3  |